# 안병길 (1962년)
안병길(安炳吉, 1962년 2월 2일~)은 대한민국의 기자 출신 정치인으로, 제21대 국회의원이다. 경상남도 진주 출생이다.

## 학력
- 1974 금곡국민학교 졸업
- 1977 금곡중학교 졸업
- 1977~1980: 진주고등학교 졸업
- 부산대학교 법학 학사
- 부산대학교 대학원 행정학 석사
- 부산대학교 대학원 행정학 박사

## 경력
- 1987: 부산일보 기자 입사
- 2001: 미국 클리블랜드 주립대학교 객원연구원
- 2002: 부산일보 사회부 부장
- 2004: 부산일보 정치부 부장
- 2005: 부산일보 편집국 부국장
- 2007: 부산일보 해양문화연구소 소장
- 2008: 부산일보 독자서비스국 국장
- 2010: 부산일보 편집국 국장
- 2011: 부산일보 논설위원
- 2011: 부산일보 광고국 국장
- 2012: 부산일보 기획실 실장
- 2013: 부일IS 사장
- 2015: 부산일보 대표이사 사장, 발행인
- 2016: 한국신문협회 부회장
- 2016: 한국디지털뉴스협회 부회장
- 2017. 11.~2019.2. 한국지방신문협회 회장
- 2020년 4월 15일: 대한민국 제21대 국회의원 선거 당선(부산 서구·동구, 미래통합당, 초선)
- 2020. 6.~2020. 9. 미래통합당 부산광역시당 서구·동구 당원협의회 위원장
- 2020. 9.~2024. 1. 국민의힘 부산광역시당 서구·동구 당원협의회 위원장
- 2020. 11.~2021. 6. 국민의힘 정책조정위원회 제2정조부위원장(농해수·산자·국토 분야)
- 2020. 12.~2021. 3. 2021년 재보궐선거 국민의힘 공약개발단 지역공약 개발단 부산팀 위원
- 2020. 12.~2021. 2. 2021년 재보궐선거 국민의힘 공천관리위원회 위원
- 2021. 3.~2021. 4. 2021년 재보궐선거 국민의힘 부산광역시당 부산광역시장 보궐선거 선거대책위원회 총괄본부장
- 2021. 3.~2021. 4. 2021년 재보궐선거 국민의힘 부산광역시당 부산광역시장 보궐선거 선거대책위원회 가짜뉴스대책위원장
- 2021. 4.~2021. 5. 부산미래혁신위원회 위원
- 2021. 5.~2021. 6. 국민의힘 대변인
- 2021. 7. 국민의힘 정책조정위원회 제2정조부위원장
- 2021. 7.~2022. 7. 국민의힘 부산광역시당 수석부위원장
- 2021. 8.~2021. 11. 제20대 대통령 선거 국민의힘 윤석열 대통령 경선후보 공보본부 홍보총괄본부 홍보본부장
- 2021. 12.~2022. 1. 제20대 대통령 선거 국민의힘 윤석열 대통령 후보 선거대책위원회 중앙선거대책본부 정책총괄본부 민생회복정책추진단 해양항만정책 추진본부장
- 2022. 1.~2022. 3. 제20대 대통령 선거 국민의힘 부산 살리는 선거대책위원회 선거대책본부 조직총괄본부장 겸 해양수산특별위원장
- 2022. 1.~2022. 3. 제20대 대통령 선거 국민의힘 윤석열 대통령 후보 정책본부 민생회복정책추진단 해양항만정책 추진본부장
- 2022. 4.~2022. 5. 제20대 대통령직인수위원회 외교안보분과 2030부산엑스포유치TF 자문위원
- 2022. 4.~2023. 4. 국민의힘 원내부대표
- 2022. 5.~2022. 6. 제8회 전국동시지방선거 국민의힘 부산광역시당 선거대책위원회 공동 선대본부장
- 2022. 6.~2022. 7. 국민의힘 해수부 공무원 피격사건 진상조사 TF 위원
- 2023. 5. 국민의힘 일본 후쿠시마 원전 오염수 방류와 관련한 검증 태스크포스 위원
- 2023. 7. 국민의힘 약자와의동행위원회 사회안전분과 위원
- 2024. 9.~ 한국해양진흥공사 사장

### 의정 활동
- 2020. 5.~2024. 5. 제21대 국회의원(부산 서구·동구, 미래통합당→국민의힘, 초선)
  - 2020. 7.~2022. 5. 제21대 국회 전반기 농림축산식품해양수산위원회 위원
  - 제21대 국회 전반기 농림축산식품해양수산위원회 해양수산법안심사소위원회 위원
  - 제21대 국회 전반기 농림축산식품해양수산위원회 청원심사소위원회 위원
  - 2020. 7.~2024. 5. 자유경제 포럼 구성의원
  - 2020. 7.~2024. 5. 한중차세대리더포럼 구성의원
  - 2021. 3.~2024. 5. 국회 글로벌 혁신 연구포럼 구성의원
  - 2021. 11.~2022. 5. 제21대 국회 언론미디어제도개선 특별위원회 위원
  - 2022. 1.~2023. 12. 제21대 국회 2030 부산세계박람회 유치지원 특별위원회 간사
  - 2022. 7.~2024. 5. 제21대 국회 전반기 농림축산식품해양수산위원회 위원
    - 제21대 국회 후반기 농림축산식품해양수산위원회 해양수산법안심사소위원회 위원
    - 제21대 국회 후반기 농림축산식품해양수산위원회 예산결산심사소위원회 위원
    - 제21대 국회 후반기 농림축산식품해양수산위원회 청원심사소위원회 위원

  - 2022. 7.~2022. 7. 제21대 국회 후반기 예산결산특별위원회 위원
  - 2023. 2.~2024. 5. 제21대 국회 기후위기 특별위원회 위원
  - 2023. 6.~2024. 5. 제21대 국회 후반기 예산결산특별위원회 위원
  - 2023. 11.~2024. 5. 제21대 국회 정치개혁 특별위원회 위원

## 역대 선거 결과
| 실시년도 | 선거   | 대수 | 직책     | 선거구         | 정당       | 득표수    | 득표율          | 순위 | 당락 | 비고 |
| -------- | ------ | ---- | -------- | -------------- | ---------- | --------- | --------------- | ---- | ---- | ---- |
| 2020년   | 총선   | 21대 | 국회의원 | 부산 서구·동구 | 미래통합당 | 63,855 표 | \| \| 56.04% \| | 1위  |      | 초선 |
|          | 56.04% |      |          |                |            |           |                 |      |      |      |

## 같이 보기
- 서구·동구
- 부산 서구의 국회의원
- 부산 동구의 국회의원